# Consejería de Economía, Conocimiento, Empresas y Universidad de la Junta de Andalucía
La Consejería de Transformación Económica, Industria, Conocimiento y Universidades fue el departamento de la Junta de Andalucía encargado de las competencias autonómicas en materia de impulso de la actividad económica de la Comunidad Autónoma de Andalucía, la elaboración de las directrices de política económica y la coordinación de su ejecución y cumplimiento; la planificación económica y, en particular, la elaboración, seguimiento y evaluación de los planes económicos de Andalucía, la coordinación y supervisión de todos los planes sectoriales y horizontales en el marco de la planificación económica regional y la programación, evaluación y seguimiento de las inversiones públicas; las relaciones institucionales de la Administración de la Junta de Andalucía con la Agencia de la Competencia y de la Regulación Económica de Andalucía; la coordinación de la actividad estadística y las competencias en materia de cartografía e información geográfica en la Administración de la Junta de Andalucía; la gestión de las competencias que en materia de enseñanza universitaria corresponden a la Comunidad Autónoma de Andalucía; el fomento y la coordinación de la investigación científica y técnica y la transferencia del conocimiento y la tecnología en el Sistema Andaluz del Conocimiento, estableciendo el régimen de incentivos de I+D+i para los agentes de este Sistema, su seguimiento y evaluación, con especial atención a la formación de las personas dedicadas a la investigación, los proyectos de investigación y aplicación del conocimiento, la difusión de la ciencia a la sociedad y de sus resultados al tejido productivo; la planificación, impulso y coordinación de los programas relacionados con el desarrollo de las competencias digitales, la transformación digital y la incorporación de las empresas a la Economía Digital, sin perjuicio de las competencias que correspondan a la Consejería de la Presidencia, Administración Pública e Interior en materia de política informática de la Administración de la Junta de Andalucía y sobre sistemas de información relacionados con las políticas de desarrollo de la sociedad digital; el desarrollo de la infraestructura de telecomunicaciones en Andalucía; el apoyo a la innovación tecnológica y la inversión empresarial en materia tecnológica así como el desarrollo de la cultura emprendedora y del emprendimiento tecnológico en la Comunidad Autónoma, sin perjuicio de las competencias que correspondan en esta materia a otras Consejerías; las competencias relativas al comercio y a la artesanía, mediante la planificación, la ordenación, la promoción y el desarrollo de dichas materias; y las competencias relativas en materia de actividades industriales y mineras, así como la cooperación económica y el fomento de las iniciativas y acciones en dicho campo. Recibe este nombre desde septiembre de 2020.
Su actual consejero y máximo responsable es Rogelio Velasco, y tiene su sede en el Edificio Kepler, calle Johannes Kepler, 1 Isla de la Cartuja, ciudad de Sevilla.

## Reseña histórica
Desde la instauración de la Junta de Andalucía en 1982, la competencia autonómica en materia económica nunca se ha integrado en una consejería independiente, sino que ha compartido departamento con otras áreas, habitualmente hacienda. De este modo, su denominación ha ido variando a lo largo de las legislaturas, según las competencias a las que ha ido unida:
- Consejería de Economía, Industria y Energía (1982-1984)
- Consejería de Economía y Planificación (1984-1986)
- Consejería de Economía y Hacienda (1986-2010)
- Consejería de Economía, Innovación y Ciencia (2010-2012)
- Consejería de Economía, Innovación, Ciencia y Empleo (2012-2015)
- Consejería de Economía y Conocimiento (2015-2018)
- Consejería de Economía, Hacienda y Administración Pública (2018-2019)
- Consejería de Economía, Conocimiento, Empresas y Universidad (2019-2020)
- Consejería de Transformación Económica, Industria, Conocimiento y Universidades (actualidad)

## Centros Directivos
- Consejero: Rogelio Velasco
- Viceconsejería: Lorena García de Izarra
- S.G. de Empresa, Innovación y Emprendimiento: Pablo Cortés Achedad

```
   - 
D.G. de Economía Digital e Innovación: Loreto del Valle Cebada

   - 
D.G. de Comercio: Lorena Garrido Serrano
```

- S.G. de Industria y Minas: Cristóbal Sánchez Morales
- S.G. de Economía: José Ignacio Castillo Manzano

```
   - 
D.G. de Análisis, Planificación y Política Económica: Esperanza Nieto Lobo
```

- S.G. de Universidades, Investigación y Tecnología: Rosa María Ríos Sánchez

```
   - 
D.G. de Universidades: María Inmaculada Ramos Tapia

   - 
D.G. de Investigación y Transferencia del Conocimiento: Pendiente de nombramiento
```

- Secretaría General Técnica: María Almudena Gómez Velarde
- Delegaciones Territoriales

## Organismos adscritos a la consejería
- Instituto de Estadística y Cartografía de Andalucía (IECA).
- Agencia de la Competencia y de la Regulación Económica de Andalucía.
- Empresa Pública de Gestión de Activos, S. A..
- Agencia Andaluza del Conocimiento.
- Fundación Pública Andaluza Parque Tecnológico de las Ciencias de la Salud de Granada.
- Verificaciones Industriales de Andalucía, S. A..
- Agencia de Innovación y Desarrollo de Andalucía (IDEA).
- Parque Científico y Tecnológico Cartuja, S. A..
- Venture Invercaria, S. A..
- Inversión y Gestión de Capital Semilla de Andalucía, SICC, S. A..
- Innova Venture SGEIC, S. A..
- Sociedad para la Promoción y Reconversión Económica de Andalucía, S.A. (SOPREA).
- Parque de Innovación Empresarial Sanlúcar la Mayor, S. A. (SOLAND).
- Parque Tecnológico de Andalucía, S. A..
- Parque Tecnológico y Aeronáutico de Andalucía, S. L. (Aerópolis).
- Tecno Bahía, S. L.
- 01Innova 24h, S. L. U.
- Consorcio Palacio de Exposiciones y Congresos de Granada.

## Lista de consejeros de Economía
- Julio Rodríguez López (1982-1984)[2]/ Francisco Javier del Río López[3]
- Julio Rodríguez López (1982-1984)[4]/ César Estrada Martínez[3]
- José Miguel Salinas Moya (1986-1990)
- Jaime Montaner Roselló (1990-1994)
- Magdalena Álvarez Arza (1994-2004)
- José Salgueiro Carmona (2004)
- José Antonio Griñán Martínez (2004-2009)
- Carmen Martínez Aguayo (2009-2010)
- Antonio Ávila Cano (2010-2013)
- José Sánchez Maldonado (2013-2015)
- Antonio Ramírez de Arellano López (2015-2019)
- Rogelio Velasco Pérez (2019-actualidad)